# Орљак
Орљак (грч. Στρυμωνικό, Стрмонико) је насељено место у општини Доња Џумаја у периферији Средишња Македонија, Грчка. Према попису из 2021. године било је 945 становника.
Према бугарском географу и историчару, Василу Канчову, у Орљаку је 1900. године живело 600 Словена хришћана и 450 Турака. Током Другог балканског и Првог светског рата село је настрадало и део мештана је избегао, тако је после рата остало 669 житеља. Године 1924. турско становништво је принудно исељено у Турску и део словенског, а на њихово место је насељена 61 грчка избегличка породица, укупно 258 особа. На попису из 1928. године Орљак је мешовито грчко-словенско насеље са 911 становника.